# Biên giới Abkhazia–Nga
Lỗi Lua: bad argument #1 to 'uc' (string expected, got number).
Nga có 255,4 kilômét (158,7 mi) đường biên giới với Abkhazia, một khu vực ly khai khỏi Gruzia. Giữa hai quốc gia đang xảy ra tranh chấp về một vùng đất có diện tích 160 kilômét vuông (62 dặm vuông Anh) gần thị trấn nghỉ dưỡng Krasnaya Polyana, nổ ra trước thềm Thế vận hội Mùa đông 2014. Vụ tranh chấp đã bị bỏ ngỏ từ đó. Gruzia coi bất kỳ nỗ lực nào nhằm phân định ranh giới giữa khu vực ly khai và Nga là bất hợp pháp.